# Palazzo della Pubblica Assistenza L'Avvenire

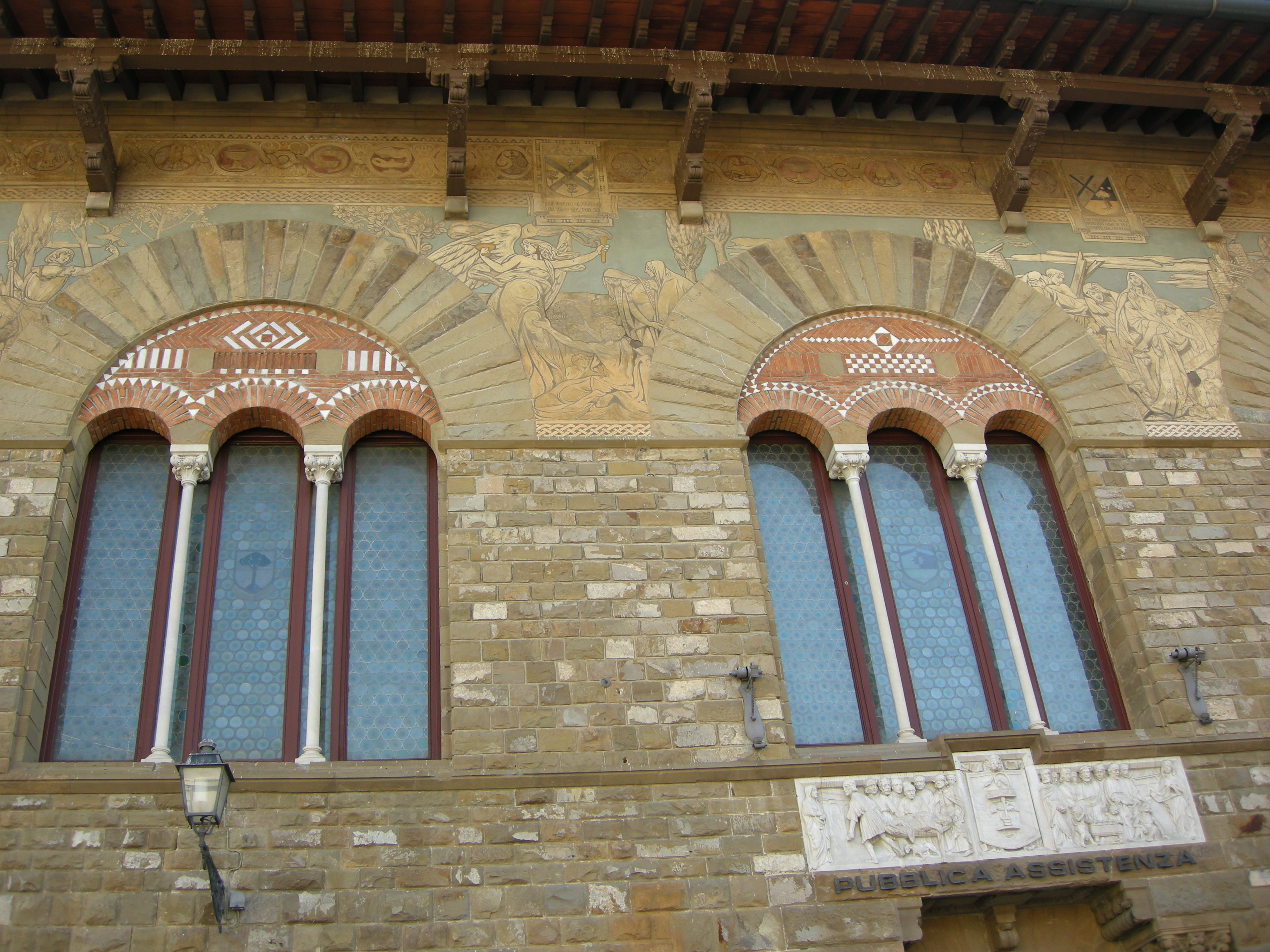
Dettaglio delle decorazioni

Il Palazzo della Pubblica Assistenza L'Avvenire si trova in via San Jacopo 34 a Prato dove ha sede l'omonima società.

## Storia
A seguito della necessità della società di Pubblica Assistenza "L'Avvenire" di ampliare gli ormai insufficienti locali, si decise di indire un concorso a livello nazionale, onde dare alla città un nuovo edificio che potesse competere con le migliori realizzazioni dell'epoca. Il primo concorso fu bandito nel 1912; nell'aprile dell'anno successivo la commissione giudicatrice, composta da Cesare Bazzani, Giovanni Paciarelli e Luigi Tavernari, selezionò 4 fra i 13 progetti presentati, ammessi alla prova di secondo grado; risulta vincitore il progetto dell'architetto Enrico Paolo Emilio André, contraddistinto dal motto Ars et Charitas.
I progetti presentati dall'André alla seconda prova del concorso furono per la verità due, in tutto simili nell'impianto ma diversi nel lessico: quello "A", poi prescelto, era caratterizzato dalle robuste linee trecentesche rievocanti la nobiltà degli antichi palazzi del popolo e risponde completamente alle richieste della committenza, interessata ad un edificio che rispettasse le ragioni dell'arte e della tradizione; quello "B" - di carattere eclettico, non immune da temi vagamente secessionisti - proponeva per le porte e le finestre (bipartite ed architravate con sovrastanti pannelli e decorazioni a strigili) soluzioni non dissimili da quelle adottate alcuni anni prima dal Bazzani nel progetto per la biblioteca Nazionale Centrale di Firenze, il che potrebbe far supporre una partecipazione dell'ingegnere romano, membro della commissione, al progetto dell'André.
La posa della prima pietra ebbe luogo il 7 settembre 1913; i lavori, che avrebbero dovuto terminare nel 1915, furono interrotti per il sopraggiungere della guerra e ripresi soltanto nel 1919. L'edificio realizzato corrisponde pressoché completamente al progetto dell'André, a meno del corpo a ballatoio su beccatelli del fronte est, inserito come variante in corso d'opera.

## Contesto urbanistico
L'edificio è situato in un isolato dal tessuto particolarmente compatto, delimitato a nord dalla via San Jacopo; il fronte est prospetta su un angusto passaggio, quelli ovest e sud su corti interne. La facciata principale è in asse con la via Dante, strada che collega fisicamente e visivamente l'impianto al sistema monumentale Santa Maria delle Carceri/castello dell'Imperatore ed al centro storico pratese; tale allineamento ha indotto il progettista a privilegiare ed enfatizzare la parte centrale dell'edificio, nella quale non a caso è posto l'accesso, con il rilevante episodio plastico del portale.

## Architettura

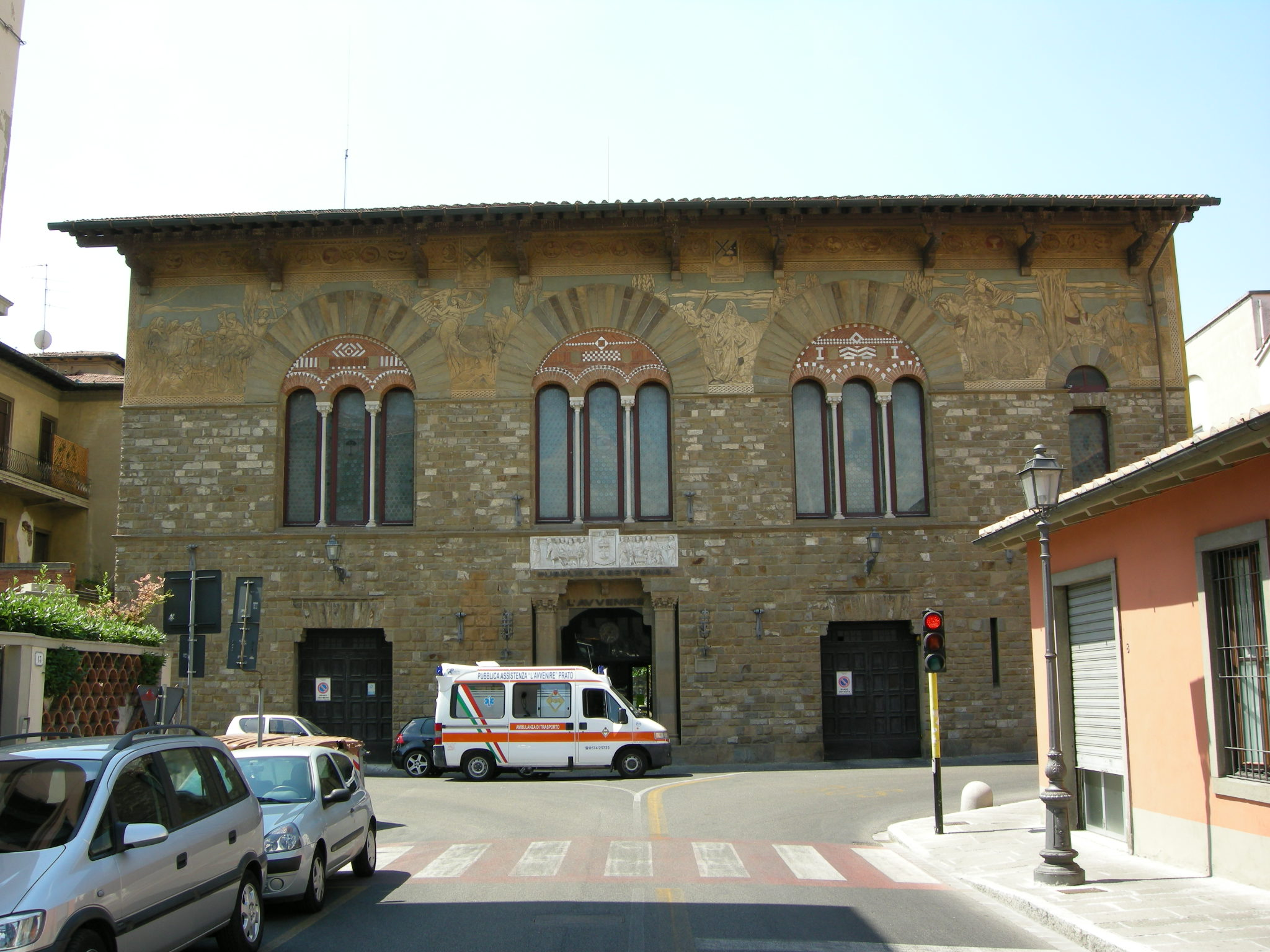
La facciata

Il complesso si compone di due nuclei, caratterizzati dai fronti paralleli disposti l'uno sul fronte strada e l'altro a cavallo fra due corti interne.
L'edificio principale presenta una pianta irregolare ed una volumetria compatta, articolata su due piani fuori terra. I fronti sono trattati in maniera gerarchica compatibilmente con la maggiore o minore rappresentatività dell'affaccio; quello principale, con paramento murario in pietra forte, è caratterizzato da 3 moduli (portale con trifora sovrapposta) nella porzione di facciata percepibile dall'asse di via Dante, mentre la porzione di destra è caratterizzata dalla semplice sovrapposizione luce - finestra archivoltata; il fronte est, con ballatoio su beccatelli, presenta una cortina muraria in pietra al piano terra, in mattoni ed intonaco a quello superiore; le finestre sono in questo caso delle bifore. La facciata sul retro, semplicemente intonacata, è scandita da semplici aperture: ad essa è addossata una scala esterna, di recente costruzione, racchiusa in una struttura trasparente in ferro e plexiglas. Gli infissi esterni ed interni sono parte in legno, parte in metallo.
Relativamente agli interni, questi sono caratterizzati ad ambedue i piani da un ampio corridoio centrale, disposto ortogonalmente all'asse stradale e con accesso alla corte al piano terra, dal quale si accede alle sale disposte simmetricamente su ambedue i lati.
L'edificio sul retro, a pianta rettangolare e volumetria compatta su 3 piani fuori terra, non presenta motivi di particolare interesse, ad eccezione di tracce di decorazione pittorica nella cornice sottogronda; i paramenti murari sono intonacati e scanditi regolarmente dal ritmo delle finestre.
I locali al piano terra sono stati abbondantemente trasformati nei materiali di rivestimento: particolarmente rimaneggiata risulta la sala bar, con pavimento in piastrelle quadre di ceramica, specchi alle pareti e tavolini in formica. Gli ambienti ai piani superiori risultano invece meno compromessi.

## Fortuna critica
La critica ha giustamente sottolineato il carattere "anacronistico" dell'edificio, fortemente legato ai motivi neomedievali che avevano caratterizzato l'architettura toscana del secolo precedente e del tutto disinteressato a ciò che il moderno linguaggio architettonico andava sperimentando in Europa: per Cresti (1988), l'edificio si configura come un «...palazzetto falso antico che pur rivestito di solida pietra richiama piuttosto l'aspetto di un effimero fondale adatto a far da scena alla benelliana Cena delle Beffe».

## Altre immagini

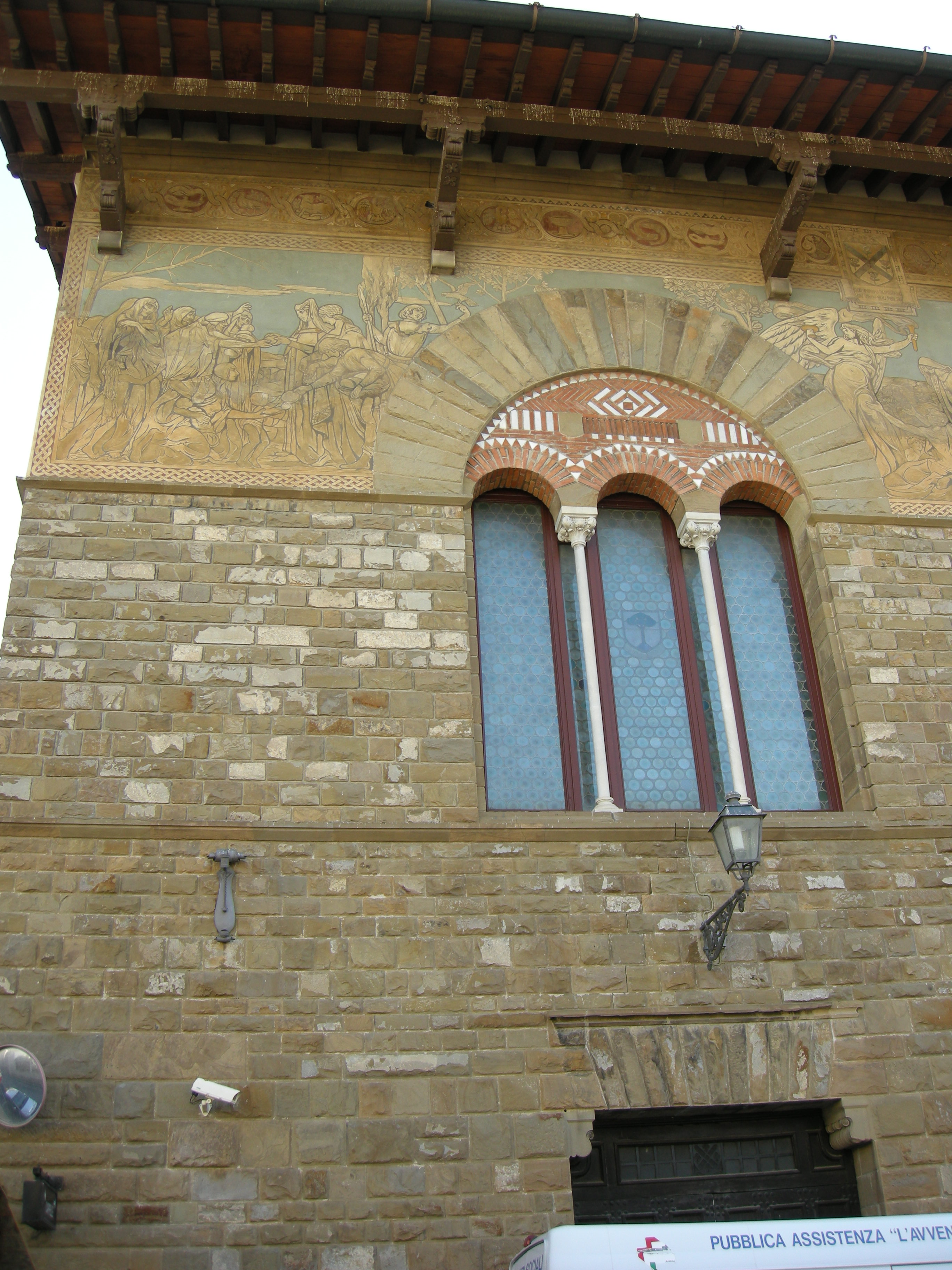
Dettaglio delle decorazioni
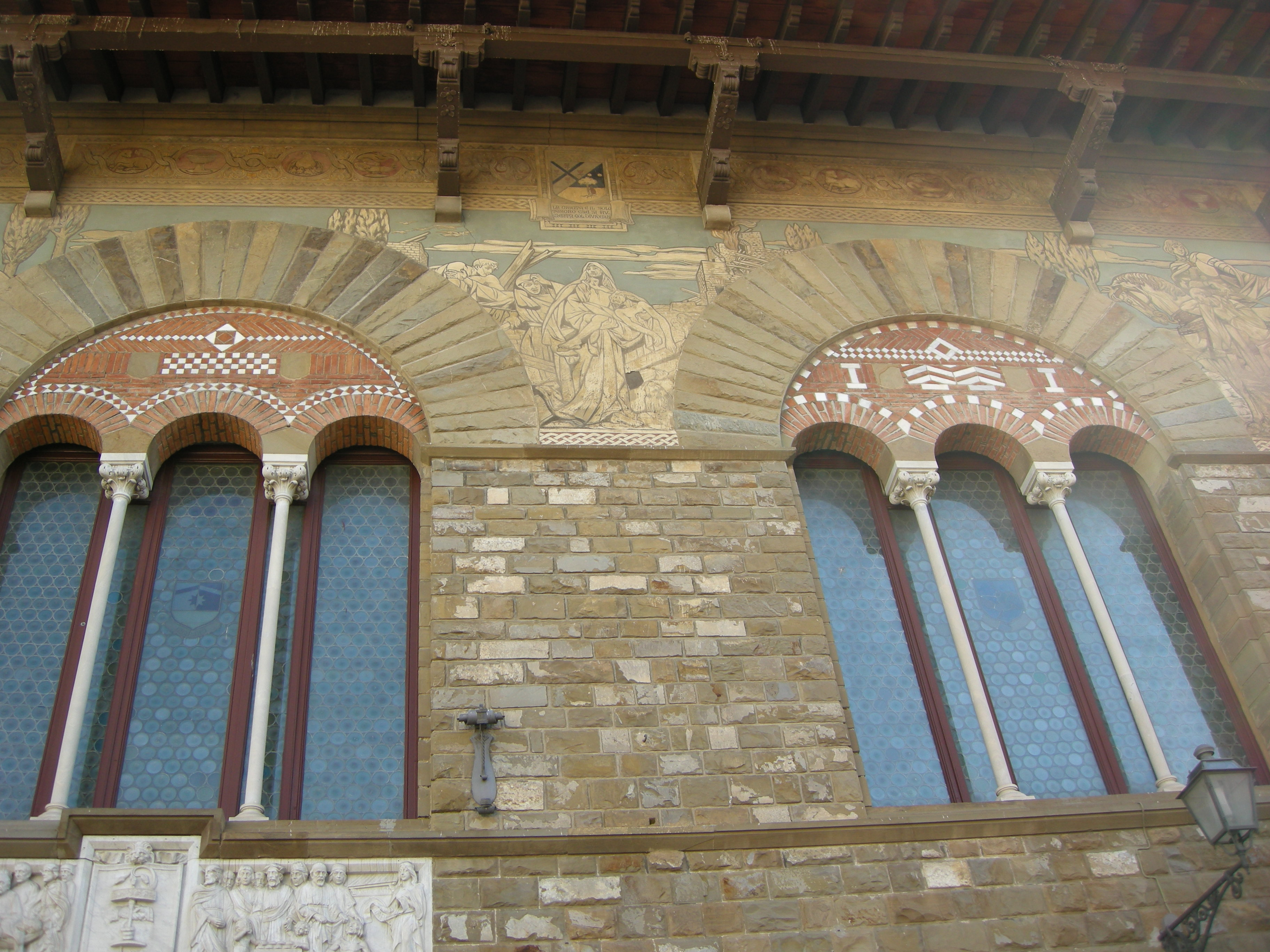
Dettaglio delle decorazioni
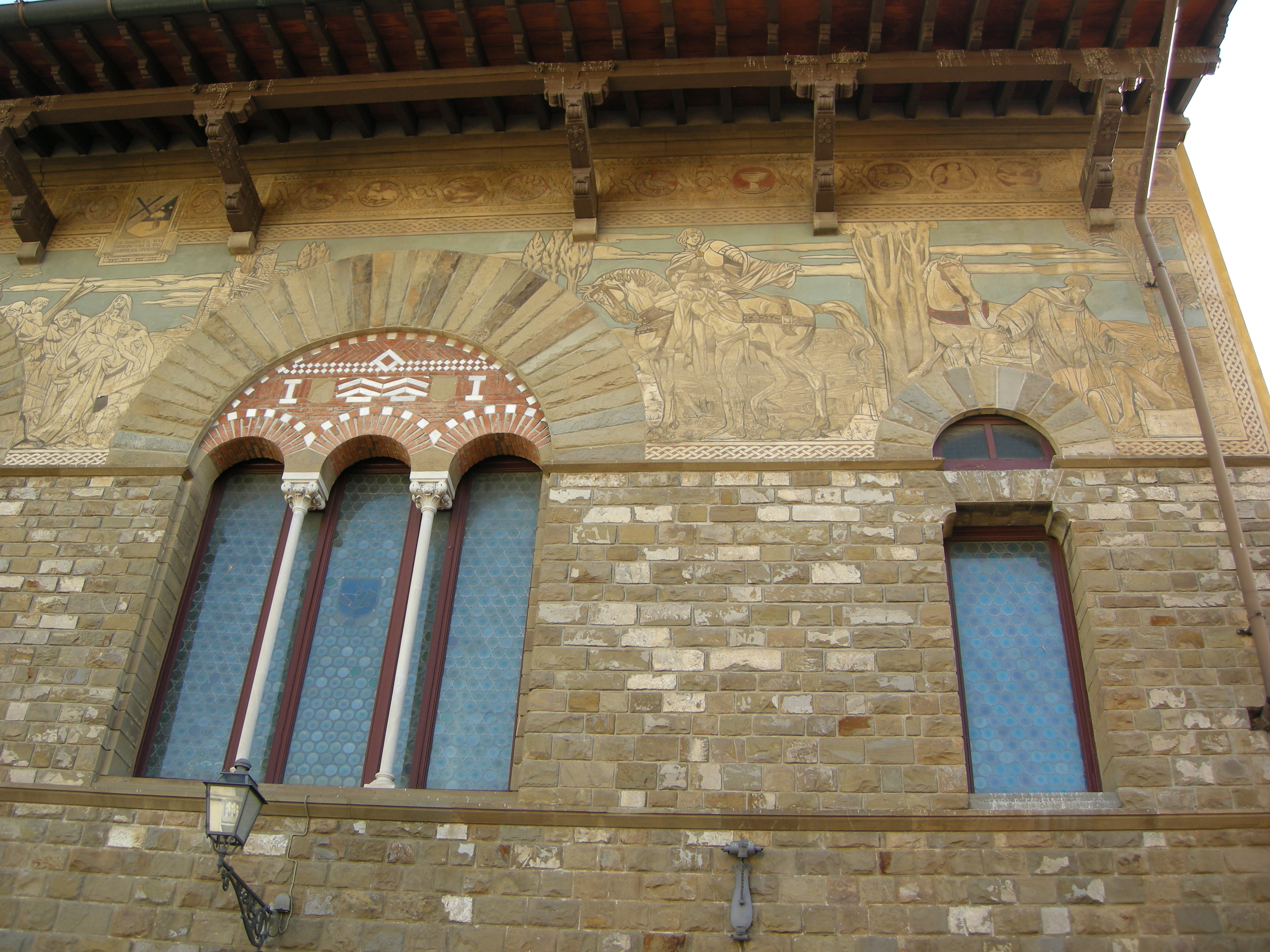
Dettaglio delle decorazioni